# اندیس سفیدآبه
سفیدآبه یک اندیس فلزی است که در حوالی شهر سفیدابه استان سیستان و بلوچستان قرار دارد و مادهٔ معدنی موجود در آن، مس است.  